# 磁星

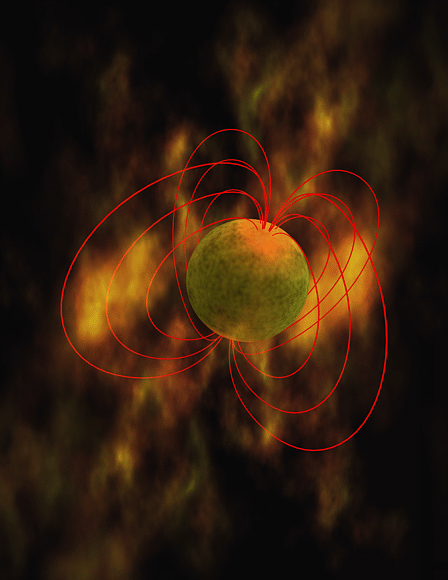
藝術家構想中帶有磁力線的磁星。

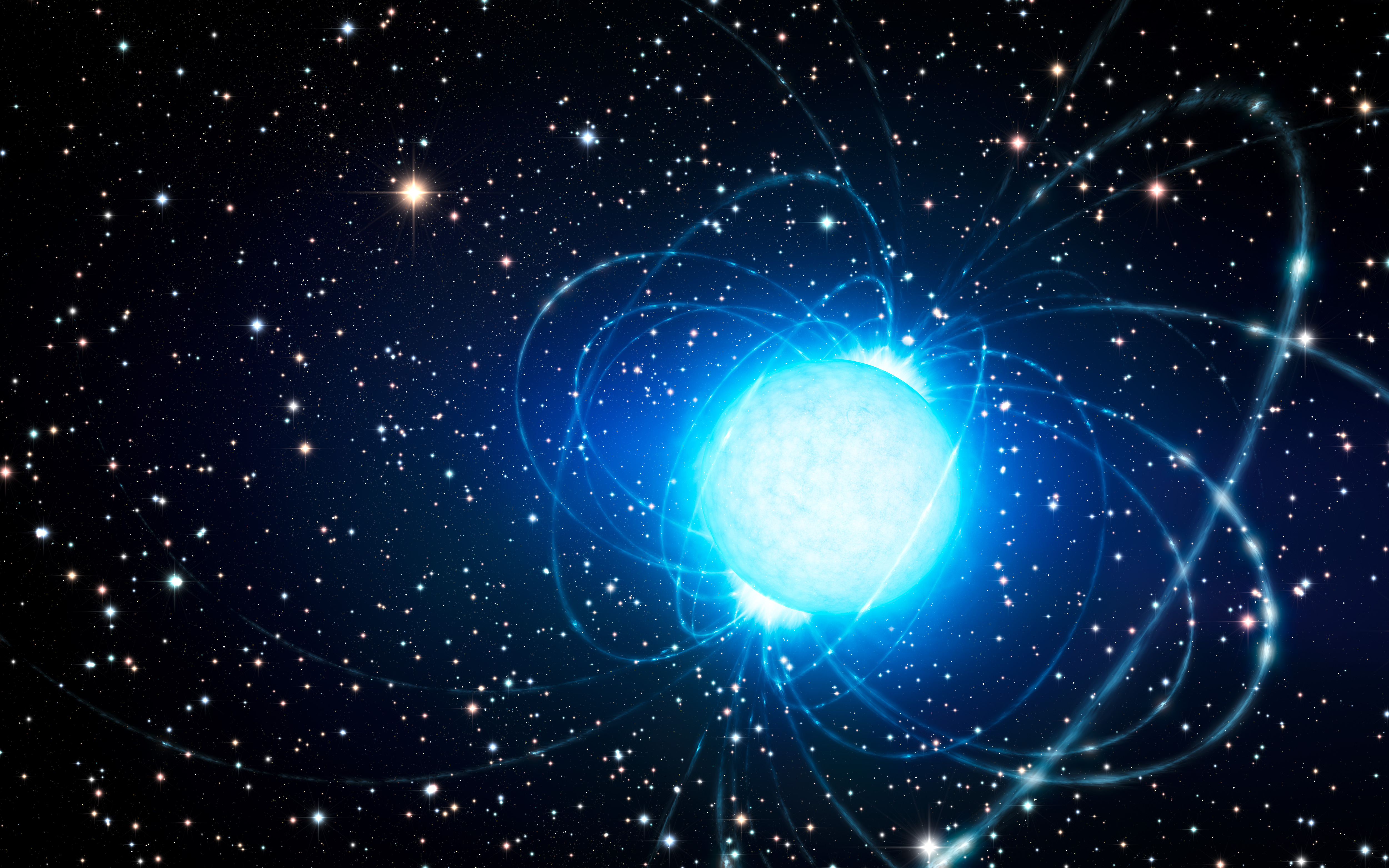
藝術家構想中在星團中的强大磁星。

磁星是一種具有極强磁場的中子星（〜109至 1011 T，〜1013至1015 G）。磁場衰變為高能量電磁輻射，特別是 X射線和伽馬射線的發射提供動力。
1992年，羅伯特·C·鄧肯 (天體物理學家)和克里斯托弗·湯普森 (天文學家)於提出磁星的存在。他們的提案試圖解釋瞬態伽馬射線源的性質，現在被稱為軟伽瑪射線重複爆發源（SGRs，soft gamma repeaters）。在接下來的十年裏，磁星假說被廣泛接受，並被擴展到解釋異常X射線脈衝星。截至2021年7月，確認的磁星已知有24顆。
有人認為磁星是快速電波爆發（FRB）的來源，特別是由於科學家在2020年使用澳大利亞平方千米陣探路者（ASKAP）電波望遠鏡的發現。

## 描述
與其他中子星一樣，磁星直徑約為20（12英里），質量約為1.4太陽質量。它們是由質量是太陽的10-25倍的恆星坍縮形成的。磁星內部的密度使得其一湯匙物質的質量超過1億噸。磁星與其它中子星的區別在於磁場更强，相比之下旋轉更慢。大多數觀測到的磁星每兩到十秒旋轉一次，而典型的中子星，被觀測為電波脈衝星，每秒旋轉一到十次。磁星的磁場會產生非常强的、具有特徵的X射線和伽馬射線爆發。與其它天體相比，磁星的活躍壽命很短。它們的强磁場在大約10,000年後衰减，之後的活動會停止强X射線的發射。考慮到目前可觀測到的磁星數量，一項估計認為銀河系中不活躍的磁星的數量為3,000萬或更多。
在磁星表面觸發的星震擾亂了圍繞它的磁場，經常導致極其强大的伽馬射線閃焰發射，這些發射地球在1979年、1998年和2004年都有觀測到這些發射的記錄。

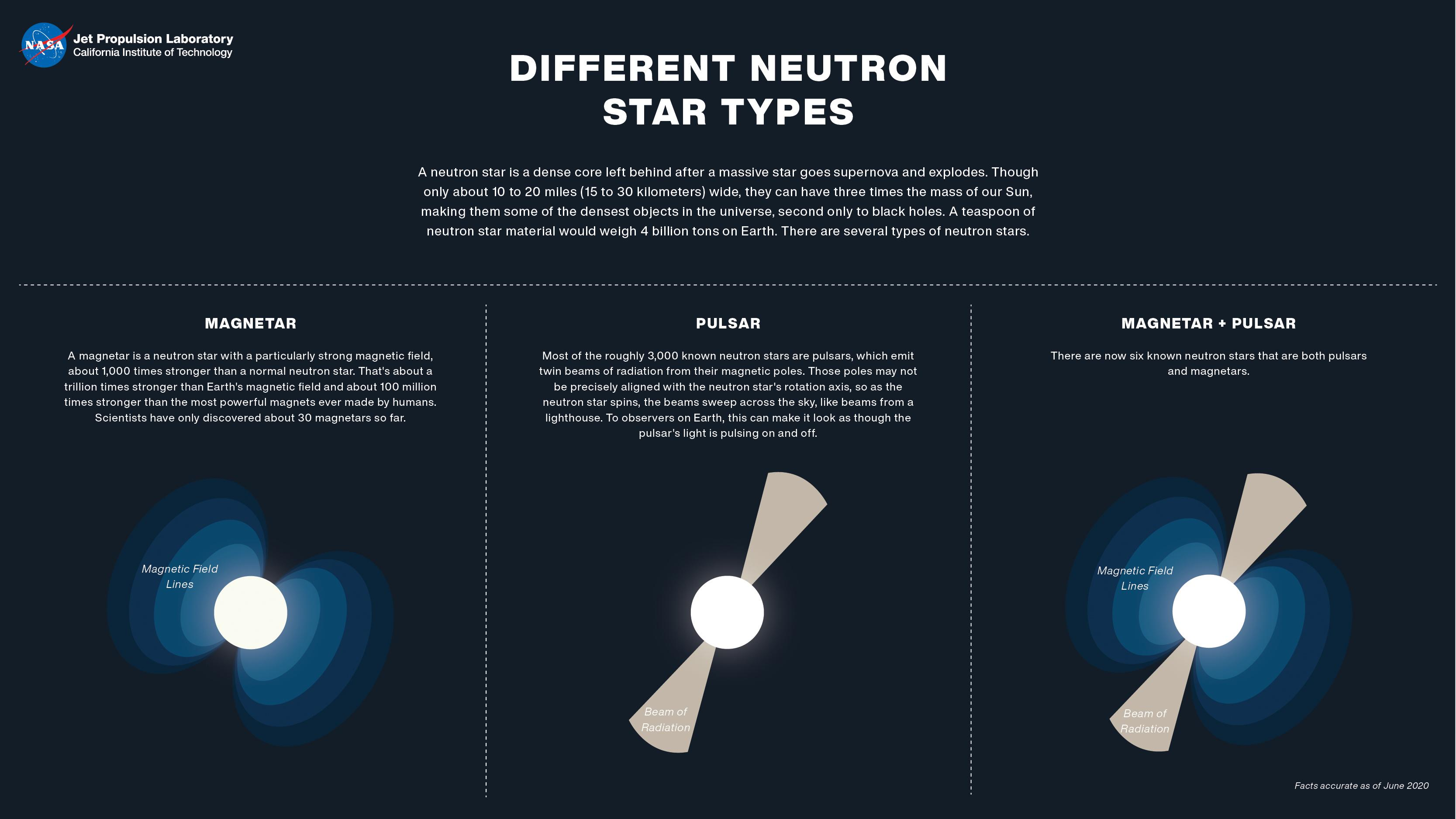
中子星類型（2020年6月24日）

### 磁場
磁星的特點是其極其强大的磁場：〜109至1011 T。這樣的磁場强度是任何人造磁鐵的一億倍，大約是圍繞地球磁場的一萬億倍。地球的磁場為30–60微特斯拉，釹基稀土磁體的磁場約為1.25特斯拉，磁能密度為4.0 × 105 J/m3。相較之下，磁星的1010特斯拉場的能量密度為4.0 × 1025 J/m3，将这一能量密度按照E/c2换算成的質量密度是鉛的10,000倍以上。磁星的磁場即使在1,000公里的距離內也是致命的，因為强磁場扭曲了受試者組成原子的電子雲，使已知生命形式的化學反應變得不可能。地球和月球之間的平均距離為384,400 km（238,900英里），在地球到月球的一半距離處，磁星可以消除地球上所有信用卡磁條上的資訊。截至2020年，它們是整個宇宙中探測到的最强大的磁性物體。
正如2003年2月「科學美國人」封面故事中所描述的那樣，在磁星强度的磁場中會發生非凡的事情。「X射線光子很容易一分為二或合併。真空本身是極化的，變得强烈的雙折射，就像方解石晶體。原子變形為比電子的量子相對論德布羅意波長薄的長圓柱體。」在大約105 特斯拉的时候，原子軌道變形成棒狀。在1010特斯拉，氫原子變的比其正常直徑窄200倍。

#### 磁場的起源
磁星强場的主要理論是，它是由中子星進入平衡構型之前存在的湍流、密度極高的傳導流體中的磁流體動力學發電機過程產生的。然後，由於存在於中子星中間深度（中子以質量為主）的質子超導體相物質中的持續電流，使這些場持續存在。類似的磁流體動力學發電機過程在中子星對的聚結過程中產生更强烈的瞬態場。但另一種理論認為，它們只是由具有異常强磁場的恆星塌引起的。

### 組成

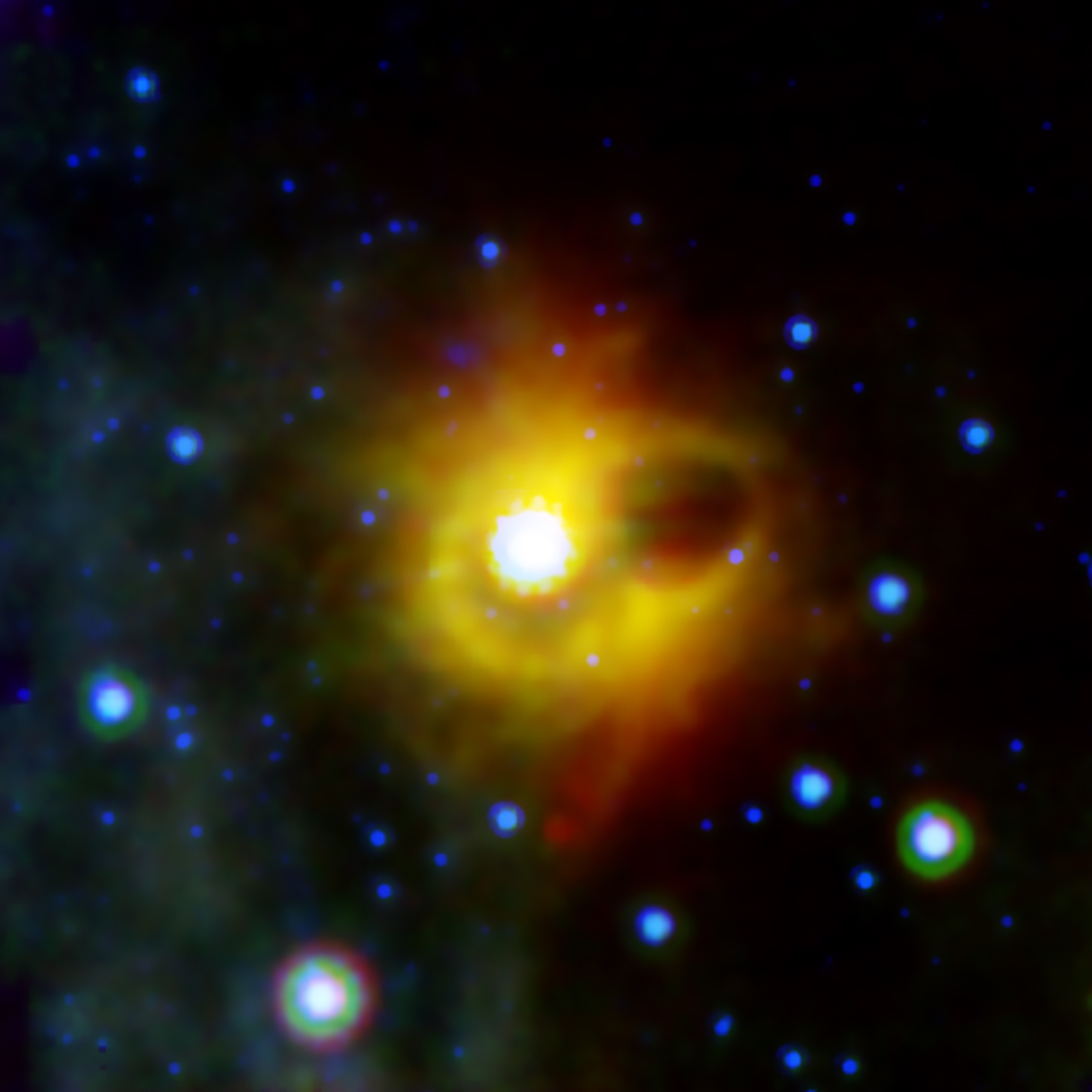
磁星SGR 1900+14（圖中心）在史匹哲太空望遠鏡的紅外光中看到7光年寬的氣體環。磁星本身在這個波長下是看不見的，但在X射線光中可以看到。

在超新星中，恆星坍塌為中子星，其磁場强度通過磁通量守恆而急劇增加。將線性尺寸減半會使磁場强度增強四倍。鄧肯和湯普森計算出，當新形成的中子星的自旋、溫度和磁場落入正確的範圍時，發電機機制可能會起作用，將熱能和旋轉能轉化為磁能，並增強磁場，通常磁場已經很大108 T，超過1011 特斯拉（或 1015 高斯）。結果就是一顆「磁星」。據估計，大約十分之一的超新星爆炸產生了磁星，而不是更標準的中子星或脈衝星。

### 1979年的發現
1979年3月5日，在著陸器成功降落到金星大氣層幾個月後，當時在日心軌道上已無所事事的的兩艘蘇聯太空探測器金星11號和12大約在美國東部時間10:51左右被伽馬輻射擊中。這種接觸僅在幾分之一毫秒內就將兩艘探測器針的輻射讀數從正常的每秒100次提高到每秒200,000次以上。
11秒後，在圍繞太陽的軌道上一艘美國國家航空暨太空總署的探測器，太陽神2號（Helios 2）也被輻射飽和轟炸。它很快地也轟擊了金星，先驅者金星軌道器的探測器也被輻射波淹沒。此後不久，圍繞地球運行的探測器，三顆美國國防部的船帆座衛星、蘇聯的預報7號衛星和愛因斯坦衛星，它們都被伽馬射線淹沒了。在離開太陽系之前，輻射被在暈輪軌道的國際彗星探險者號檢測到。
這是有史以來探測到的最强的太陽外伽馬射線波，强度是之前已知的任何一次爆發的100多倍。考慮到光速及其被幾個廣泛分佈的太空船探測到的情况，可以將伽馬射線的來源以三角測量準確到大約2角秒的精度。來源的方向與一顆恆星的餘輝相對應，該恆星在西元前3000年左右成為超新星。它在大麥哲倫星雲中，來源被命名為SGR 0525-66；該事件本身被命名為GRB 790305b，這是第一次觀測到的SGR大閃焰。

### 最近的發現

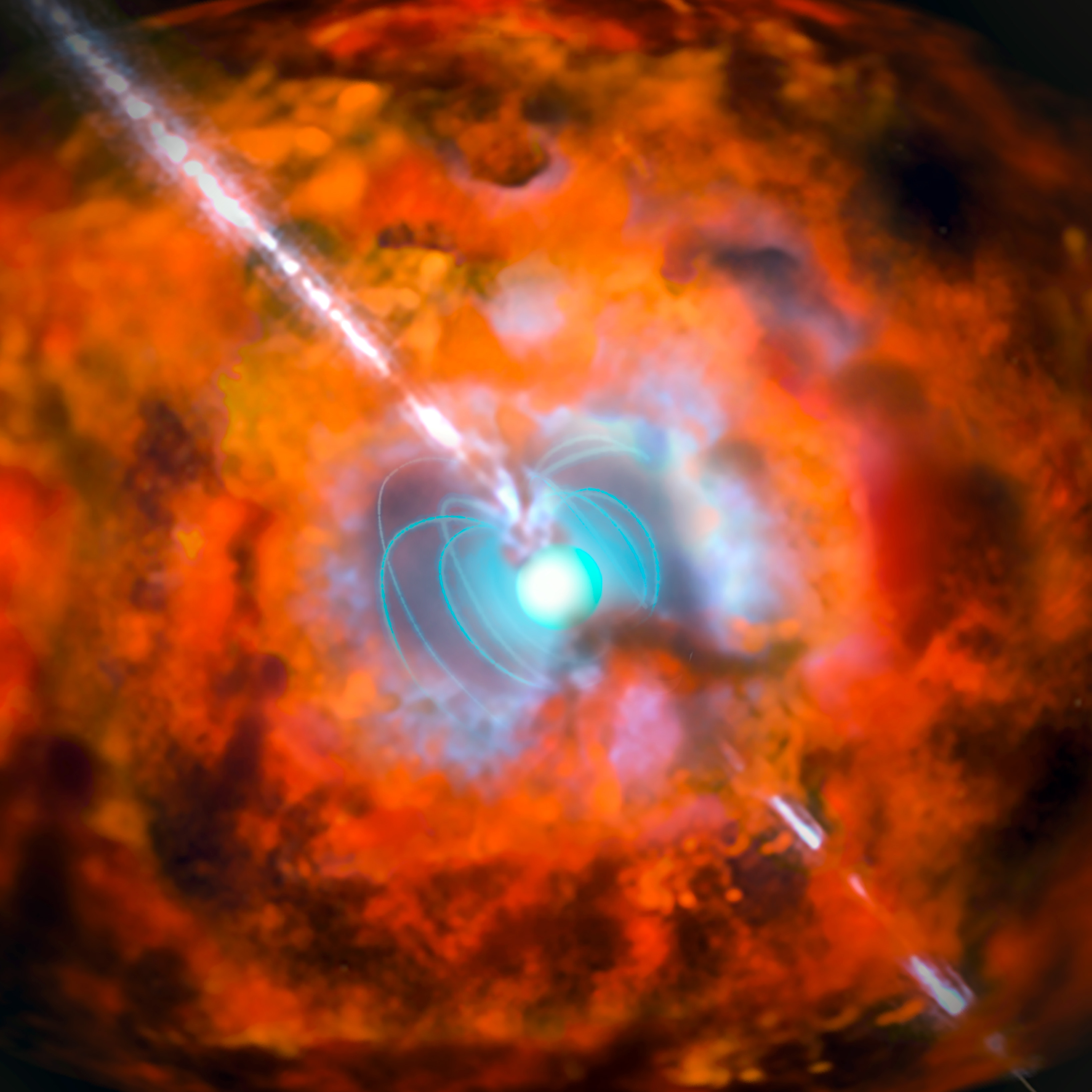
藝術家對由磁星驅動的伽馬射線爆發和超新星的印象。

2008年2月21日，美國國家航空暨太空總署和麥基爾大學的研究人員宣佈，他們發現了一顆具有電波脈衝星性質的中子星，它發出了一些磁動力爆發，像是一顆磁星。這表明磁星不僅是一種罕見的脈衝星，而且可能是一些脈衝星生命中的一個（可能是可逆的）相位。2008年9月24日，歐洲南天天文台宣佈，使用 甚大望遠鏡，它確定了迄今為止發現的第一個光學活性磁星候選者。新發現的物體已被命名為SWIFT J195509+261406。2014年9月1日，欧洲空间局發佈了一顆磁星靠近超新星遺跡凱斯特文79的消息。2013年，通過查看2008年和2009年拍攝的影像，來自歐洲和中國的天文學家發現了這顆磁星，命名為3XMM J185246.6+003317。2013年，一顆繞著黑洞人馬座A*系統運行的磁星，PSR J1745−2900被發現。該天體為研究朝向銀河中心的電離星際介質提供了一個有價值的工具。2018年，兩顆中子星合併的結果短暫的被確定為一顆超質量磁星，它很快坍塌成黑洞。
2020年4月，基於對一顆可能位於銀河系中的磁星，SGR 1935+2154的觀測，有人提出了快速射電暴（FRBs）與磁星之間的可能聯繫。

## 已知的磁星

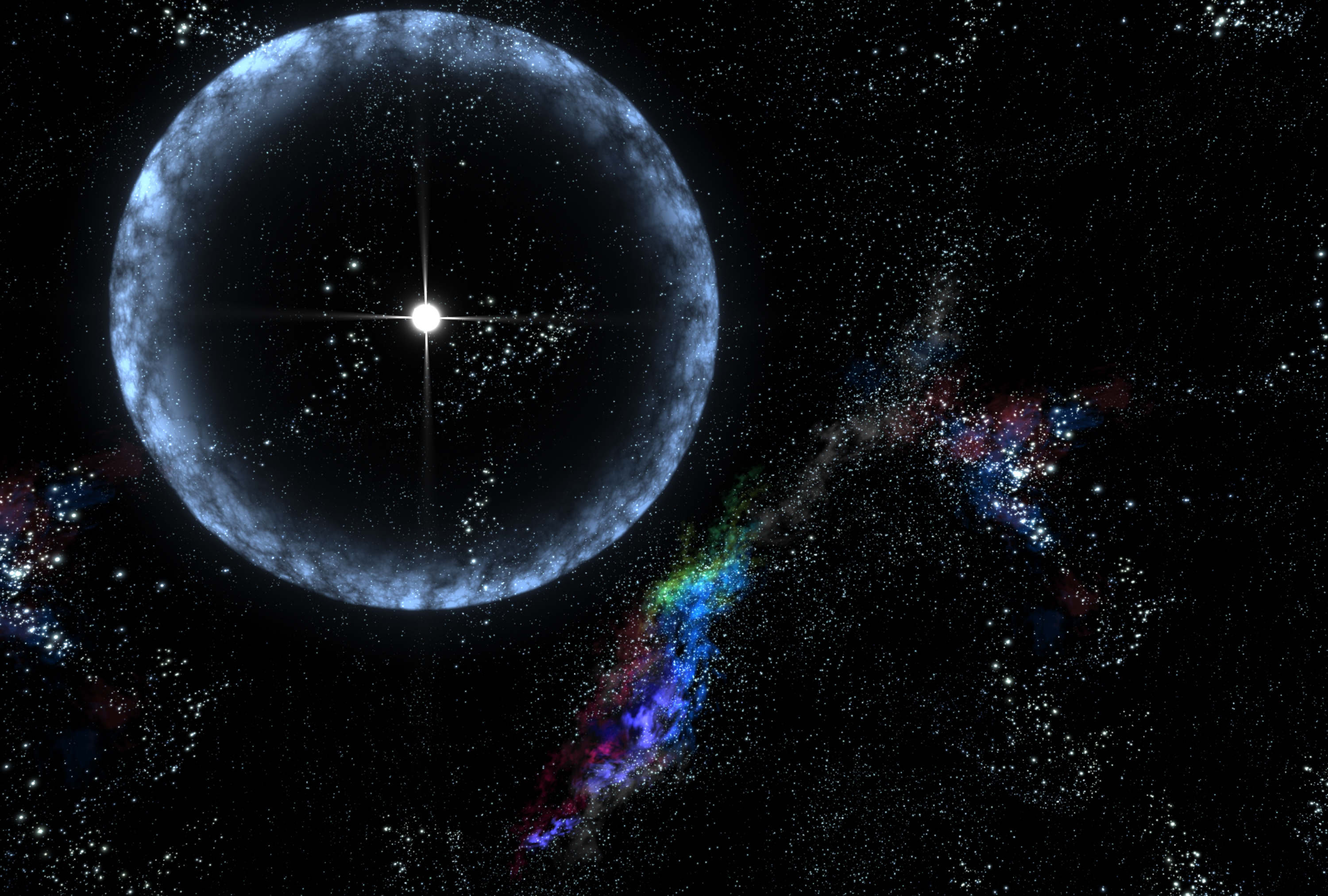
2004年12月27日，來自SGR 1806−20的伽馬射線爆發穿過太陽系（展示藝術家的構思）。這次爆發的威力如此之大，在約50,000光年的距離仍對地球大氣層有所影響。

截至2021年7月，已知有24顆磁星，還有6顆候選磁星等待確認。完整清單見McGillSGR/AXP線上目錄。已知磁星的例子包括：
- SGR 0525−66：在距離地球大約163,000光年的大麥哲倫星系。是發現的第一顆磁星。（1979年）
- SGR 1806−20：距離地球50,000光年，在人馬座的方向上，位於銀河系的另一側，是已知磁化率最高的天體。
- SGR 1900+14：位於20,000光年外，位於天鷹座。經過長時間的低排放（僅在1979年和1993年發生了重大爆發），它於1998年5月至8月活躍起來，1998年8月27日探測到的爆發具有足够的功率迫使會合-舒梅克號關閉以防止損壞，並使BeppoSAX衛星、Wind和羅西X射線計時探測器上的儀器飽和。2008年5月29日，美國國家航空航太局的史匹哲太空望遠鏡在這顆磁星周圍發現了一個物質環。人們認為這個環是在1998年爆發時形成的[32]。
- SGR 0501+4516：於2008年8月22日發現[33]。
- 1E 1048.1−5937：位於船底座，距離9000光年外。形成磁星的原始恆星的質量是太陽的30到40倍。
- 截至2008年9月，ESO報告了其最初識別為磁星的物體SWIFT J195509+261406，最初被識別為伽馬射線暴（GRB 070610）[24]。
- CXO J164710.2-455216：位於大質量星系團維斯特盧1中，由一顆質量超過40太陽質量的恆星形成[34][35][36]。
- SWIFT J1822.3 Star-1606：2011年7月14日由CSIC的義大利和西班牙研究人員在馬德里和加泰羅尼亞發現。這顆磁星的外部磁場很低，可能只有50萬年的歷史[37]。
- 3XMM J185246.6+003317：由國際天文學家團隊通過查看來自ESA的X射線望遠鏡XMM-牛頓衛星的資料發現的[38]。
- SGR 1935+2154：2020年4月28日發射了一對明亮的電波暴。有人猜測，這些可能是快速電波暴的銀河系例子。
- Swift J1818.0-1607：2020年3月探測到的X射線爆發，是已知也是電波脈衝星的五顆磁星之一。在它被發現的時候，可能只有240年的歷史[39][40]。

| 磁星—SGR J1745-2900                                |
| -------------------------------------------------- |
| 在銀河系中心的超大質量黑洞人馬座A*附近發現的磁星。 |

## 明亮的超新星
異常明亮的超新星被認為是由不穩定對超新星（或脈動不穩定對超新星）等非常大的恆星死亡引起的。然而，天文學家最近的研究假設新形成的磁星釋放到周圍超新星遺跡中的能量可能是一些最亮的超新星的原因，如SN 2005ap和SN 2008es。

## 外部連結
- McGill Online Magnetar Catalog McGill Online Magnetar Catalog -- Main Table （页面存档备份，存于）